# Felix Schümann
Felix Schümann (* 13. Februar 1991 in Castrop-Rauxel) ist ein deutscher Eishockeyspieler, der von 2012 bis 2014 bei den Lausitzer Füchsen aus Weißwasser in der zweithöchsten deutschen Eishockeyliga, der DEL2 auf der Stürmerposition spielte. 2014 wechselte er zum Drittligisten Black Dragons Erfurt.

## Karriere
Der Linksschütze begann seine Laufbahn bei den Jugendmannschaften des EHC Dortmund und des Krefelder EV. Im Jahr 2004 wechselte er zu den Eisbären Juniors Berlin, spielte zwei Jahre in der Schüler-Bundesliga und in der Saison 2006/07 in der Deutschen Nachwuchsliga (DNL), bevor er für eine weitere DNL-Saison zur Düsseldorfer EG wechselte. Für die 2. Mannschaft der DEG absolvierte er 2008 drei Play-off-Spiele in der Eishockey-Regionalliga 2007/08. In den Saisons 2008/09 und 2009/10 gehörte er zum festen Kader der DEG II, wobei er bis 2009 zusätzlich weiter für die DEG Youngsters spielte.
Nach der Auflösung der zweiten Mannschaft der DEG wechselte er mit weiteren Clubkameraden zum EHC Dortmund. Aber bereits im ersten Spiel für die Dortmunder Elche in der Eishockey-Oberliga verletzte er sich und fiel mehrere Monate aus. So kam er nur zu zwölf Einsätzen im Dress der Dortmunder, mit denen er Meister der Oberliga West wurde. Nach einer erfolgreichen Saison 2011/12 bei den Wild Boys Chemnitz (36 Punkte in 40 Spielen) wurden die Lausitzer Füchse auf ihn aufmerksam. Mit dem Angebot einer Förderlizenz für den in der 2. Bundesliga spielenden Club wechselte er zum Kooperationspartner EHC Jonsdorfer Falken. So spielte er in der Saison 2012/13 für die Falken in der Oberliga und kam zu neun Einsätzen in der 2. Eishockey-Bundesliga. Wegen seiner sehr guten Entwicklung zum Leistungsträger im Oberligateam wurde der Vertrag mit ihm verlängert. In der Spielzeit 2013/14 kam Felix Schümann zu Einsätzen für die Jonsdorfer Falken in der Oberliga wie auch für die – in der neu gegründeten DEL2 spielenden – Lausitzer Füchse. Am 4. Oktober 2013 schoss der 22-Jährige bei einem Heimspiel gegen die Roten Teufel aus Bad Nauheim sein erstes Zweitligator.